# Harald Wilde
Harald Wilde (* 1954) ist ein deutscher Professor für Betriebswirtschaftslehre, Rechnungswesen und Controlling an der Hochschule Stralsund.
Wilde studierte Wirtschafts- und Sozialwissenschaften an der Friedrich-Alexander-Universität Erlangen-Nürnberg und an der Fernuniversität Hagen. Bis zu seiner Promotion im Jahr 1987 war er als Unternehmensberater und Dozent tätig. Danach arbeitete er im Management und Controlling diverser Unternehmen. Ab 1993 nahm er seine Lehrtätigkeit wieder auf, zunächst als Dozent an der Fachschule für Wirtschaft in Berlin und seit 1995 an der Hochschule Stralsund. Bis Herbst 2006 war er Wissenschaftlicher Beirat beim Umweltministerium des Landes Mecklenburg-Vorpommern.